# Taï
Taï este o comună din departamentul Taï, regiunea Cavally, Coasta de Fildeș.